# Amalric II de Narbonne
Pour les articles homonymes, voir Amalric de Narbonne.
Amalric II de Narbonne, mort le 19 juin 1328, est un seigneur et un homme de guerre français. Condottiere en Italie en 1288-1289 au service de Charles II d'Anjou, il commande les forces guelfes à la bataille de Campaldino en 1289. Il devient vicomte de Narbonne (1298-1328) à la mort de son père, Aymeri IV.

## Biographie
Amalric II de Narbonne est le fils aîné d'Aymeri IV, vicomte de Narbonne et de son épouse Sibylle de Foix, l'une des filles du comte Roger IV de Foix. 
Condottiere en Italie en 1288-1289 au service de Charles II d'Anjou, il commande les forces guelfes à la bataille de Campaldino en 1289. Il devient ensuite vicomte de Narbonne (1298-1328) à la mort de son père, Aymeri IV.
Amalric II et son épouse Jeanne de l'Isle-Jourdain sont ensevelis dans l'église du couvent des Prêcheurs de Narbonne.

## Mariage et descendance
Amalric II épouse vers 1280 Jeanne de l'Isle-Jourdain, fille de Jourdain IV, seigneur de l'Isle-Jourdain. 
De ce mariage naissent au moins sept enfants :
- Aymeri V (v. 1293[2]-1336), vicomte de Narbonne de 1328 à 1336 ; marié (1309) à Catherine de Poitiers, puis (1321) à Tiburge, héritière de Puisserguier, d'abord promise à son frère Guillaume ;
- Guillaume, seigneur de Montagnac ; d'abord fiancé le 16 novembre 1317 à Tiburge, héritière de Puisserguier, qui est enlevée et mariée par son frère Aymeri en 1321, puis épouse Gaillarde de Lévis ;
- Pierre (mort en 1347/1348), évêque d'Urgell de 1341 à 1347/1348 ;
- Sibylle, épouse Pons VI d'Empúries ;
- Jeanne, épouse Déodat, seigneur de Séverac ;
- Gaucerande, épouse, par contrat du 25 janvier 1303, Garin de Châteauneuf, seigneur d'Apchier (ou Apcher), puis le 29 octobre 1317 Jaspert V, vicomte de Castelnou ;
- Constance, née v. 1310[3], épouse (1329) Arnaud de Trian, seigneur de Castelnau de Montmirail et de Tallard, neveu du pape Jean XXII (1316-1334) et maréchal de la cour romaine ;